# Emil Kraepelin
Pour les articles homonymes, voir Kraepelin.
Emil Kraepelin (né le 15 février 1856 à Neustrelitz, en grand-duché de Mecklembourg-Strelitz – mort en 7 octobre 1926) est un psychiatre allemand considéré comme le fondateur de la psychiatrie scientifique moderne.
Élève de Bernhard von Gudden et de Wilhelm Wundt, fondateur de la psychologie expérimentale, Kraepelin s’est efforcé, tout au long de sa carrière, de créer une classification des maladies mentales fondée sur des critères cliniques objectifs. Après avoir été professeur de psychiatrie à l'université de Dorpat, en Estonie, jusqu'en 1890, il s'établit comme psychiatre à Munich.

## La nosologie de Kraepelin
Sa nosographie s’est affinée à travers les huit éditions de son Traité de psychiatrie publiées de 1883 à 1915, et destinées aux médecins et aux étudiants. Kraepelin est très attaché à l’évolution dans le temps des maladies et a donc essentiellement fondé sa classification sur cette notion. Une maladie s’individualise par son évolution. Dans la sixième édition de son traité, Kraepelin précise le cadre nosographique des psychoses chroniques et distingue deux entités morbides : les psychoses maniaco-dépressives et les démences précoces. Il utilise le terme de psychose pour désigner des états psychiques caractérisés par une altération profonde de la conscience du sujet (trouble grave de l’identité) et de son rapport à la réalité.

### Les psychoses maniaco-dépressives
La psychose maniaco-dépressive, aujourd'hui appelée trouble bipolaire, est une maladie mentale caractérisée par l’alternance, selon un rythme et une fréquence très variables, d’accès maniaques et d’accès dépressifs volontiers mélancoliques, séparés par des intervalles libres asymptomatiques plus ou moins longs. C’est le prototype des dysthymies cycliques. Elles sont caractérisées par des troubles thymiques majeurs (troubles de l’humeur), dont l’évolution est périodique. Kraepelin s’est beaucoup intéressé à l’étude des psychoses maniaco-dépressives, et en a distingué quatre formes cliniques :
- les états maniaques ; il définit la manie comme un état d’excitation intellectuelle et psychomotrice associée à une exaltation de l’humeur survenant brusquement, un état d’agitation extrême dont le sujet n’a pas conscience (anosognosie). Les symptômes : aucune fatigue, activité permanente, rapidité de la parole…
- les états dépressifs ; ils peuvent se traduire soit par une mélancolie simple (simple inhibition motrice), soit par une mélancolie grave voire confusionnelle accompagnée de bouffées délirantes (proche des bouffées délirantes anxieuses) et d’hallucinations. Il définit la mélancolie comme un état de dépression grave, intense, vécu avec un sentiment de douleur morale (tristesse profonde), et caractérisé par le ralentissement et l'inhibition des fonctions motrices (anesthésie affective) ;
- les états fondamentaux, caractérisés par la persistance des troubles thymiques ;
- les états mixtes : c'est la présence, à la fois, d'éléments de la série maniaque et dépressive sur une même période chez un patient.

### Les démences précoces
Il définit la démence précoce (dementia praecox) (aujourd'hui on parle de schizophrénie) comme une psychose chronique survenant chez un adolescent ou un jeune adulte, caractérisée par de graves troubles intellectuels et affectifs, avec une évolution progressive vers un effondrement psychique. Ces symptômes sont les troubles de la mémoire, du langage, du raisonnement, des accès de négativisme (comportement de refus et d'opposition aux suggestions d’autrui), de maniérisme et de périodes d’excitation. Kraepelin en distingue quatre formes :
- la forme hébéphrénique ; on retrouve dans cette forme tous les aspects déficitaires intellectuels et on observe une inhibition psychomotrice, c'est-à-dire un ralentissement moteur et psychologique (bradykinésie), ainsi qu’un important négativisme, et du mutisme. (voir hébéphrénie) ;
- la forme catatonique ; cette forme est caractérisée par une catatonie et une catalepsie. Catatonie : comportement moteur plus ou moins permanent qui ne répond pas de manière adaptée aux stimulations du milieu et qui s’accompagne souvent d’impulsions et de stéréotypie. État caractérisé par une perte de la spontanéité de l'initiative motrice, le sujet apparaît sans réaction par rapport à l’entourage, avec une mimique figée. Catalepsie : comportement caractérisé par une rigidité musculaire particulière, dite rigidité plastique ;
- la forme délirante paranoïde ; l'affaiblissement intellectuel s’accompagne d’un délire paranoïde, c'est-à-dire flou, imprécis, sans construction logique, dans lequel le sujet aborde des thèmes très variés (délire non systématisé) ;
- la forme paranoïde atténuée ; le délire est plus diffus, et la désagrégation de la personnalité du sujet s’observe beaucoup moins rapidement.

La démence précoce a pris le nom de « schizophrénie » avec Eugen Bleuler en 1908.

### Étiologie
Dans la 8e et dernière édition de son Traité de psychiatrie, parue en 1909, Kraepelin s’attache à l’étiologie des maladies mentales, et met en évidence une distinction entre les maladies exogènes et les maladies endogènes.
- Les maladies exogènes sont dues à des causes extérieures au malade, provoquées par un ou des événement(s) de sa vie. L’origine psychogène de ces maladies leur permet d’évoluer vers la guérison (maladies curables).
- Les maladies endogènes sont dues à des modifications de la personne psychique, à des facteurs psychologiques transmis héréditairement (théorie de la dégénérescence) ou liés à la rencontre d’une prédisposition existant chez le patient avec un facteur extérieur. Ces maladies ont une évolution chronique conduisant à plus ou moins long terme à une déchéance complète du patient (maladies incurables). Elles nécessitent donc un enfermement asilaire définitif. Dans la nosographie de Kraepelin, la psychose maniaco-dépressive et la démence précoce sont deux maladies chroniques et endogènes. On trouve chez lui un profond pessimisme quant aux possibilités de thérapeutique pour les maladies endogènes.

### Maladie d'Alzheimer
En tant que collègue d'Alois Alzheimer, il a été co-découvreur de la maladie d'Alzheimer, qu'il baptise lui-même ainsi.  

### Voyage à Java
En 1904, Kraepelin effectue un voyage d'étude à Java afin d'y tester la valeur universelle de sa classification. Il y identifie un certain nombre de troubles spécifiques à cette région, comme l'amok et le latah, pour lesquels il trouve des correspondances avec les entités diagnostiques qu'il a défini préalablement. Ce voyage marque la naissance de la « psychiatrie comparée ».

## Psychologie
Malgré un intérêt très peu marqué pour les traitements psychiatriques ou psychothérapeutiques, il disait notamment à ses élèves : « Méfions-nous, méfiez-vous, jeunes médecins qui m'écoutez, le fou est dangereux et le restera jusqu'à sa mort qui, malheureusement n'arrive que rarement rapidement. » Kraepelin s'intéressait à la psychologie, et était un élève de Wilhelm Wundt. Toute sa vie, il restera en contact avec son père spirituel. En 1895, Kraepelin devenait directeur d'un journal, Psychologische Arbeiten. Surtout des articles sur la psychologie expérimentale y voyaient jour, mais, une fois, Kraepelin lui-même y publia ses recherches sur le langage de rêve. C'était un article dans lequel Kraepelin s'aventurait dans la reconstruction des liens associatifs dans le domaine du langage de rêve. L'article était publié en 1910 dans Psychologische Arbeiten, mais était déjà disponible en forme de cahier en 1906. En 1906, Kraepelin publia aussi une monographie, avec un peu plus d'exemples, sur le langage de rêve.

### Dichotomie kraepelinienne
La dichotomie kraepelinienne est la division d'une part entre les psychoses endogènes (ancien concept de démences précoces, aujourd'hui on parle de schizophrénie) et de la psychose maniaco-dépressive (aujourd'hui on parle de trouble bipolaire).

### Eugénisme
Lorsqu'il est devenu professeur de psychiatrie clinique à l'université de Munich en 1903, Kraepelin a de plus en plus écrit sur les questions de politique sociale. Il était un partisan fort et influent de l'eugénisme et de l'hygiène raciale. Ses publications portaient notamment sur l'alcoolisme, la criminalité, la dégénérescence et l'hystérie. 
Kraepelin était convaincu que des institutions telles que le système éducatif et l'État providence, en raison de leur tendance à briser les processus de sélection naturelle, sapaient la  « lutte pour la survie » biologique des Allemands. Il était soucieux de préserver et de valoriser le peuple allemand, le Volk, au sens de la nation ou de la race. Il semble qu'il ait soutenu le concept lamarckien de l'évolution, comme le montre son idée de la détérioration culturelle héritable. Il a été un allié et un promoteur important du travail de son confrère psychiatre (et élève et plus tard successeur en tant que directeur de la clinique) Ernst Rüdin pour clarifier les mécanismes de l'héritage génétique afin d'aboutir à un « pronostic génétique empirique » .
Martin Brune a fait remarquer que Kraepelin et Rüdin semblent également avoir été d'ardents défenseurs d'une théorie de l'auto-domestication, une version du darwinisme social qui soutenait que la culture moderne ne permettait pas d'éliminer les gens, ce qui entraînait davantage de troubles mentaux et une détérioration du patrimoine génétique. Kraepelin en a vu un certain nombre de « symptômes », comme l'affaiblissement de la viabilité et de la résistance, la diminution de la fertilité, la prolétarisation et les dommages moraux dus au « repliement des gens » [Zusammenpferchung]. Il a également écrit que « le nombre d'idiots, d'épileptiques, de psychopathes, de criminels, de prostituées et de clochards qui descendent de parents alcooliques et syphilitiques et qui transmettent leur infériorité à leur progéniture est incalculable ». Il a estimé que « l'exemple bien connu des Juifs, avec leur forte disposition aux troubles nerveux et mentaux, nous enseigne que leur domestication extraordinairement avancée peut finalement laisser des marques claires sur la race ». Brune affirme que le système nosologique de Kraepelin « était, dans une large mesure, construit sur le paradigme de la dégénérescence ».

## Publications
- Leçons cliniques sur la démence précoce et la psychose maniaco-dépressive, Ed.: L'Harmattan, 2000, Collection Psychanalyse et civilisations,  (ISBN 2738462413)
- La folie maniaque-dépressive, trad.  Georges Poyer, Ed J. Millon, Coll.: Mémoires du corps, 2013,  (ISBN 978-2-84137-293-5) (BNF 43743709)
- Introduction à la psychiatrie clinique (éd.1907), Éditeur : Hachette Livre BNF, Coll.: Sciences,  (ISBN 2012889786)
- Troubles mentaux psychogènes carcéraux, Éditions L'Harmattan, Coll.: Psyché de par le monde, 2013,  (ISBN 2343020183)